# Poilão (Guiné-Bissau)

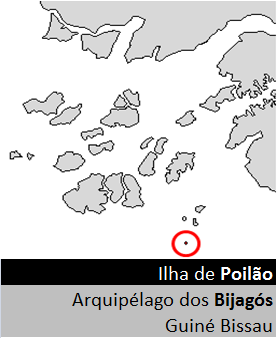
Localização da Ilha de Poilão ,dentro do Arquipélago dos Bijagós

Poilão é uma das ilhas do Arquipélago dos Bijagós na Guiné-Bissau. Sendo considerado um local sagrado pelo povo Bijagó, estes não permitem o derrame na ilha de sangue humano ou animal. Devido a essa crença, a ilha tornou-se o mais importante local na costa Africana para a desova da tartaruga-verde.
Esta ilha, com aproximadamente 43 ha, tem pouco mais que 1000 m de comprimento ao longo do maior eixo e pouco relevo. As praias arenosas ocupam 2,3 km dos 4 km de costa. O interior da ilha está coberto por uma floresta tropical húmida e muito densa. O clima é tropical de monção, sendo a época das chuvas bem definida, entre Maio e Novembro. 

## Biodiversidade
A ilha conjuntamente com as ilhas de João Vieira, Cavalo e Maio constituem o Parque Nacional Marinho João Vieira e Poilão.
As espécies de flora predominantes são: as árvores Poilão (Ceiba pentandra), Cabaceira (Adansonia digitata) e Figueira (Ficus exasperata) ou Po-di-lixa (em crioulo); o arbusto Três-folhas (Allophylus africanus) e, nas praias, a planta rasteira Lacacon (em crioulo) (Ipomoea pes-caprae). 

A ilha é considerada como a 3° maior colonia de desova das Tartarugas verde ,no atlântico e o primeiro da Africa Ocidental ,sendo assinalada a presença regular de mais 12.000 indivíduos e nas praias são verificadas anualmente mais de 7000 desovas.